# Ral·li d'Estònia
El Ral·li d'Estònia és un ral·li que, des de 2010, es celebra anualment entorn de la població de Tartu, a Estònia. La principal superfície sobre la que es desenvolupa és asfalt.
Ha esdevingut prova habitualment puntuable, tant pel Campionat Mundial de Ral·lis (WRC) com pel Campionat d'Europa de Ral·lis (ERC).
El pilot amb un nombre més gran de victòries en aquesta prova és l'estonià Ott Tänak amb quatre, seguit del finlandès Kalle Rovanperä amb tres, si bé cal destacar que les victòries de Rovanperä s'han produït totes elles en edicions on la prova ha format part del Campionat Mundial.
En aquest ral·li, l'equip oficial de Toyota va aconseguir, l'any 2025, de la mà del pilot suec Oliver Solberg, la seva victòria número 100 dins del Campionat Mundial de Ral·lis, segon equip de la història que aconseguia arribar a les tres xifres en quant a victòries.

## Palmarès
| Ed.  | Any  | Pilot             | Copilot           | Vehicle                 | Cam. | Ref.  |
| ---- | ---- | ----------------- | ----------------- | ----------------------- | ---- | ----- |
| I    | 2010 | Markko Märtin     | Kristo Kraag      | Ford Focus RS WRC '03   |      |       |
| II   | 2011 | Mads Ostberg      | Jonas Andersson   | Ford Fiesta RS WRC      |      |       |
| III  | 2012 | Mads Ostberg      | Jonas Andersson   | Ford Fiesta RS WRC      |      |       |
| IV   | 2013 | Georg Gross       | Raigo Mõlder      | Ford Focus RS WRC '08   |      |       |
| V    | 2014 | Ott Tänak         | Raigo Mõlder      | Ford Fiesta R5          | ERC  |       |
| VI   | 2015 | Aleksei Lukianiuk | Alexey Arnautov   | Mitsubishi Lancer Evo X | ERC  |       |
| VII  | 2016 | Ralfs Sirmacis    | Māris Kulšs       | Škoda Fabia R5          | ERC  |       |
| VIII | 2018 | Ott Tänak         | Martin Järveoja   | Toyota Yaris WRC        |      | [ 3 ] |
| XIX  | 2019 | Ott Tänak         | Martin Järveoja   | Toyota Yaris WRC        |      | [ 4 ] |
| X    | 2020 | Ott Tänak         | Martin Järveoja   | Hyundai i20 Coupe WRC   | WRC  | [ 5 ] |
| XI   | 2021 | Kalle Rovanperä   | Jonne Halttunen   | Toyota Yaris WRC        | WRC  | [ 6 ] |
| XII  | 2022 | Kalle Rovanperä   | Jonne Halttunen   | Toyota GR Yaris Rally1  | WRC  | [ 7 ] |
| XIII | 2023 | Kalle Rovanperä   | Jonne Halttunen   | Toyota GR Yaris Rally1  | WRC  | [ 8 ] |
| XIV  | 2024 | Georg Linnamäe    | James Morgan      | Toyota GR Yaris Rally2  | ERC  |       |
| XV   | 2025 | Oliver Solberg    | Elliott Edmondson | Toyota GR Yaris Rally1  | WRC  | [ 9 ] |